# Europa Universalis : Rome
Europa Universalis : Rome est un jeu vidéo de grande stratégie développé par Paradox Development Studio. Il est sorti en 2008 sur PC (Windows).
Le jeu se déroule à l'époque de la République romaine entre -280, quelques années avant la première guerre punique, à -27 av. J.-C. à la création de l'Empire romain, période durant laquelle le joueur peut prendre le contrôle une des 53 factions différentes du jeu réparties entre 10 grands groupes culturels (tels que les Carthaginois, les Grecs, les Romains…).

## Extension

### Vae Victis
Une extension nommée Vae Victis sort le 18 novembre 2008, celle-ci propose une revue complète de l'Intelligence artificielle sur le plan militaire ainsi que l'ajout d'une personnalité aux habitants de la République, leur donnant ainsi des buts ainsi que des souhaits pour le pays.

## Accueil
| Europa Universalis : Rome |      |       |
| Média                     | Pays | Notes |
| Canard PC                 | FR   | 7/10  |
| Cyber Stratège            | FR   | 7/10  |
| Jeuxvideo.com             | FR   | 16/20 |
| Joystick                  | FR   | 6/10  |